# Microcebus arnholdi
Microcebus arnholdi е вид бозайник от семейство Лемури джуджета (Cheirogaleidae). Видът е застрашен от изчезване.